# Киптум, Абрахам
Абрахам Киптум (англ. Abraham Kiptum, род. 15 сентября 1989, Нанди, Рифт-Валли) — кенийский легкоатлет, бегун на длинные дистанции.
28 октября 2018 года на полумарафоне в Валенсии установил мировой рекорд — 58.18.

## Достижения
- Победитель марафона Тэгу 2018 года с рекордом трассы — 2:06.29[1].
- 2-е место на Копенгагенском полумарафоне 2018 года — 59,09[2]